# Игнатов, Евгений (легкоатлет)
Евгений Игнатов (болг. Евгени Игнатов; род. 25 июня 1959, Николово, Русенская область) — болгарский легкоатлет, специалист по бегу на средние и длинные дистанции. Выступал за сборную Болгарии по лёгкой атлетике в конце 1970-х — начале 1990-х годов, обладатель бронзовой медали Игр доброй воли в Москве, серебряный призёр чемпионата Европы в помещении, победитель международного турнира «Дружба-84», многократный победитель и призёр первенств национального значения, действующий рекордсмен страны в нескольких беговых дисциплинах, участник двух летних Олимпийских игр.

## Биография
Евгений Игнатов родился 25 июня 1959 года в селе Николово Русенской области.
Первого серьёзного успеха на международном уровне добился в сезоне 1981 года, когда вошёл в состав болгарской сборной и выступил на чемпионате Европы в помещении в Гренобле, где в программе бега на 3000 метров выиграл серебряную награду.
В 1982 году в беге на 5000 метров финишировал четвёртым на чемпионате Европы в Афинах.
Рассматривался в качестве кандидата на участие в летних Олимпийских играх 1984 года в Лос-Анджелесе, однако Болгария вместе с несколькими другими странами восточного блока бойкотировала эти соревнования по политическим причинам. Вместо этого Игнатов выступил на альтернативном турнире «Дружба-84» в Москве, где на дистанции 5000 метров превзошёл всех соперников и завоевал золото.
В 1986 году в дисциплине 5000 метров взял бронзу на впервые проводившихся Играх доброй воли в Москве, был четвёртым на чемпионате Европы в Штутгарте.
В 1987 году занял седьмое место на чемпионате мира в Риме.
Благодаря череде удачных выступлений удостоился права защищать честь страны на Олимпийских играх 1988 года в Сеуле — в беге на 5000 метров стал восьмым, тогда как на дистанции 10 000 метров показал в финале 12-й результат.
На чемпионате Европы 1990 года в Сплите не смог преодолеть предварительный квалификационный этап в 5000-метровой дисциплине, в то время как на 10 000 метрах сошёл с дистанции.
В 1992 году принимал участие в Олимпийских играх в Барселоне — здесь в своей основной дисциплине 5000 метров не финишировал и в финал не вышел.